# Jennifer Isacco
Jennifer Isacco (Como, 27 febbraio 1977) è una bobbista italiana.
Curriculum sportivo: praticante atletica leggera a livello agonistico presso la Società Atletica Darra Torveca Vigevano e componente della Nazionale Italiana della squadra femminile di Bob.
Campionessa italiana negli anni 1992, 1993, 1994 ai Campionati Italiani individuali nella categoria Allievi.
Ha vinto la medaglia di bronzo ai XX Giochi olimpici invernali di Torino 2006 nel bob a due in coppia con Gerda Weißensteiner.
Nel 2009 viene candidata ed eletta al consiglio comunale di Rogeno con la lista Impegno Comune

## Palmarès
- Bob a due - Torino 2006